# Max Cavalera
Pour les articles homonymes, voir Cavalera.
Max Cavalera, de son vrai nom Massimiliano Antônio Cavalera, est un chanteur et musicien brésilien de metal né le 4 août 1969 à Belo Horizonte, au Brésil.
Cavalera est surnommé par les journalistes le « Bob Marley du metal » en raison de sa coupe de cheveux style « Rastafari » et son originalité musicale avec Soulfly.
En 1984, lui et son frère Igor Cavalera fondent Sepultura, groupe emblématique du thrash metal brésilien mais qu'il quitte brutalement en 1996, à la suite de désaccords personnels, et fonde Soulfly l'année suivante. Dix ans après, Max et Igor fondent Cavalera Conspiracy.

## Enfance
Max Cavalera, ainsi que son frère, sont nés à Belo Horizonte, au Brésil. Fils d'une mannequin nommée Vânia et d'un diplomate italien, Graziano, qui décède brutalement d'une crise cardiaque, laissant sa famille sans ressources financières.
Il a voulu se lancer dans la musique après avoir vu Queen en concert au Brésil, alors qu'au départ, le rêve du jeune Cavalera était de devenir footballeur professionnel.
En 1984, Max et son frère fondent le groupe Sepultura. Cette même année, ils arrêtent définitivement leur scolarité pour se consacrer uniquement à la musique. Ils jouent leur premier concert au Barroliche Club à Belo Horizonte.

## Soulfly

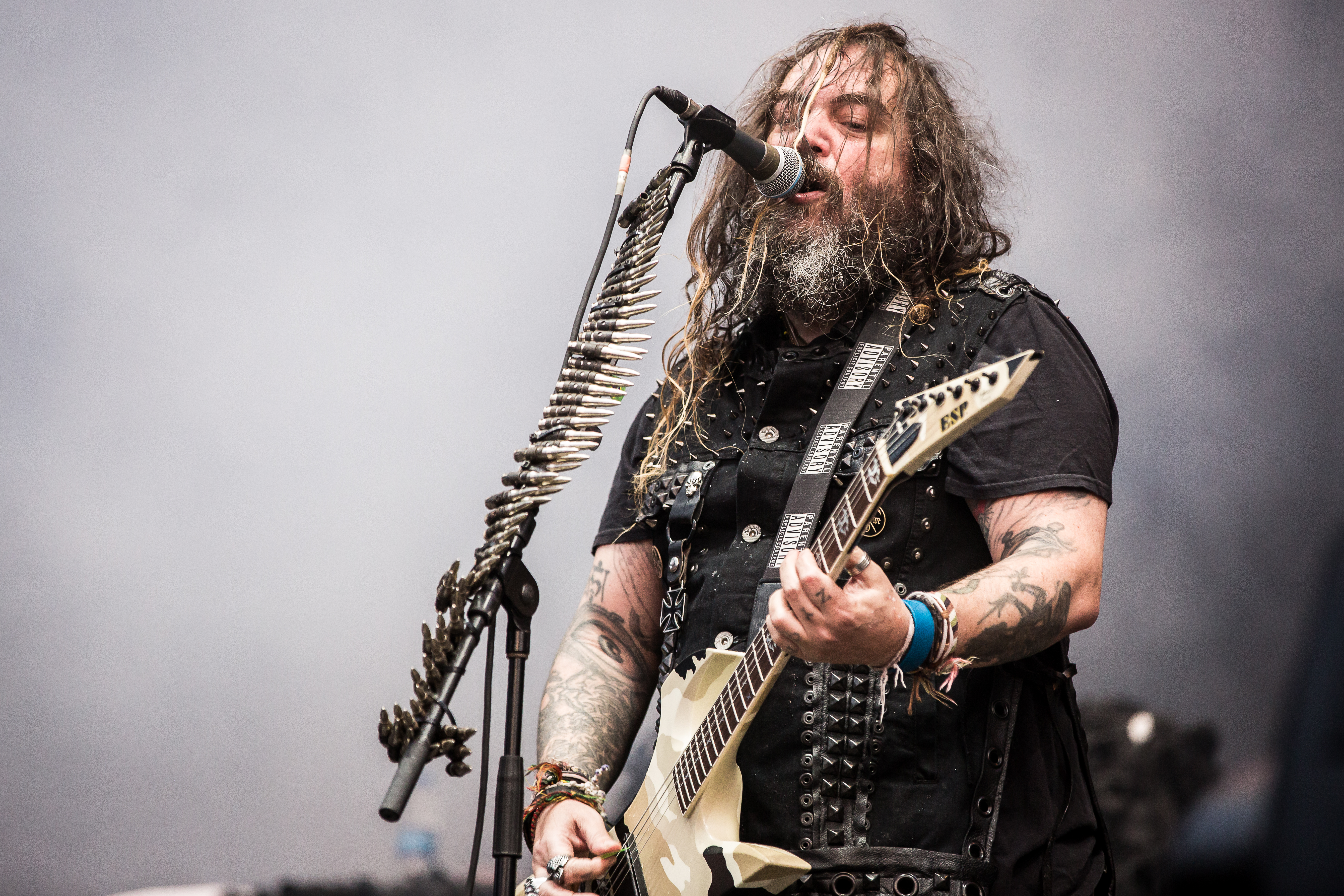
Max Cavalera, le chanteur et guitariste du groupe de heavy metal Soulfly, lors du With Full Force 2018, à Löbnitz.

## Cavalera Conspiracy
Fin 1996, Max Cavalera quitte Sepultura après la décision des autres membres du groupe de renvoyer leur manager (qui était d'ailleurs sa compagne - Gloria Cavalera). Ce conflit entre lui et Igor Cavalera aura donc eu raison du premier. En 2007, après plus de 10 ans de séparation, Igor Cavalera annonce que les deux frères ont repris contact et qu'ils comptent enregistrer un album. La nouvelle fait l'effet d'une bombe dans le cœur des nombreux fans du Sepultura "old-school", avant la séparation de 1996.
Les frères Cavalera sont accompagnés de Marc Rizzo à la guitare (Soulfly, ex-Ill Niño) et du français Joe Duplantier (Gojira dans lequel il est chanteur-guitariste) à la basse.
Avant la sortie de l'album en mars 2008, un premier mini-concert de quelques morceaux a eu lieu le 31 août 2007 pour le 11e D-Low Memorial festival (en l'honneur du beau-fils de Max, Dana, décédé dans des circonstances mystérieuses), à Tempe, Arizona.

## Discographie
Sepultura
1. Bestial Devastation (1985)
2. Morbid Visions (1986)
3. Schizophrenia (1987)
4. Beneath the Remains (1989)
5. Arise (1991)
6. Chaos A.D. (1993)
7. Roots (1996)
8. Under a Pale Grey Sky (2002)

Soulfly
1. Soulfly (1998)
2. Primitive (2000)
3. 3 (2002)
4. Prophecy (2004)
5. Dark Ages (2005)
6. Conquer (2008)
7. Omen (2010)
8. Enslaved (2012)
9. Savages (2013)
10. Archangel (2015)
11. Ritual (2018)
12. Totem (2022)

Nailbomb
1. Point blank (1994)
2. Proud to Commit Commercial Suicide (1995)

Cavalera Conspiracy
1. Inflikted (2008)
2. Blunt Force Trauma (2011)
3. Pandemonium (2014)
4. Psychosis (2017)

Killer Be Killed
1. Killer Be Killed (2014)
2. Reluctant Hero (2020)

Go Ahead and Die
1. Go Ahead and Die (2021)